# Дринкуотер, Дэнни
Дэ́ниел Но́эл (Дэ́нни) Дринкуо́тер (англ. Daniel Noel "Danny" Drinkwater; род. 5 марта 1990 года в Манчестере) — английский футболист, полузащитник. В 2016 году сыграл три матча за сборную Англии.

## Клубная карьера
Уроженец Манчестера, Дэнни начал тренироваться в Академии «Манчестер Юнайтед» с девятилетнего возраста. В июле 2006 года он подписал юниорский контракт с клубом. 31 июля 2008 года в финале Большого кубка Ланкашира против «Ливерпуля» Дринкуотер вышел на замену Родриго Поссебону и забил победный гол за три минуты до конца матча. В сезоне 2008/09 Дэнни провёл 18 матчей за резервный состав «Юнайтед» и забил 2 мяча.
24 мая 2009 года Дринкуотер попал в заявку на матч последнего тура Премьер-лиги против «Халл Сити» под номером «46», однако провёл всю игру на скамейке запасных.
14 августа 2009 года Дэнни перешёл в «Хаддерсфилд Таун» на правах аренды до окончания сезона 2009/10. Уже на следующий день он дебютировал в команде, сыграв в матче против «Саутгемптона». Всего в том сезоне он сыграл за «Хаддерсфилд» 39 матчей и забил 2 гола.
8 июля 2010 года Дринкуотер отправился в аренду в валлийский клуб «Кардифф Сити», выступающий в Чемпионшипе. 8 августа он дебютировал в составе «Кардиффа» в игре против «Шеффилд Юнайтед». 25 января 2011 года «Манчестер Юнайтед» отозвал Дринкуотера из аренды. За время своей аренды в «Кардиффе» Дэнни сыграл 12 матчей.
Через три дня после возвращения в «Юнайтед» из «Кардифф Сити», 28 января 2011 года, Дринкуотер перешёл в «Уотфорд» на правах аренды до окончания сезона. За «Уотфорд» он сыграл 12 матчей.
23 августа 2011 года Дринкуотер отправился в аренду в «Барнсли». За «Барнсли» он сыграл 18 матчей и забил 1 гол (в ворота «Кардифф Сити»).

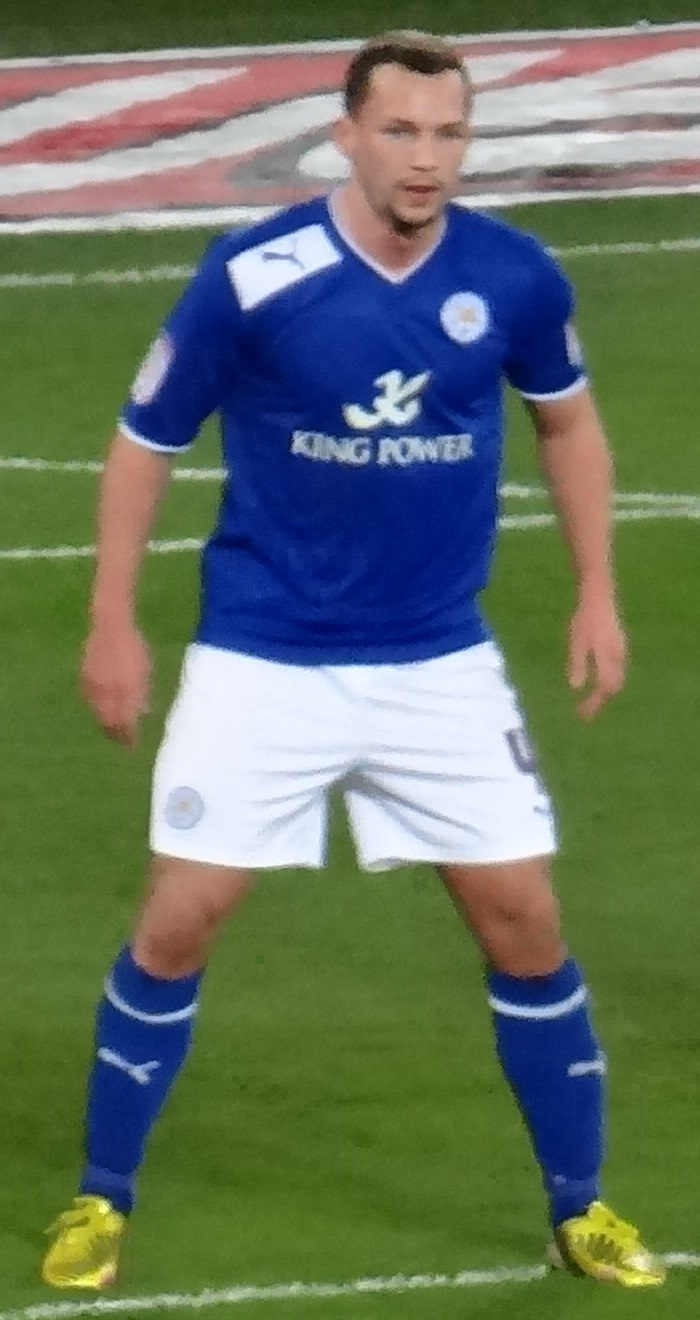
Дринкуотер в 2013 году

20 января 2012 года Дэнни Дринкуотер перешёл из «Манчестер Юнайтед» в «Лестер Сити», сумма трансфера не разглашается.
Сезон 2013/14 выдался удачным для Дринкуотера: в 45 матчах чемпионата он забил 7 голов, был признан «игроком месяца» в Чемпионшипе в декабре, а также был номинирован на звание «игрока года» в Чемпионшипе (вместе с Дэнни Ингзом и Россом Маккормаком, награду в итоге выиграл Ингз). Кроме того, он был включён в состав «команды года» в Чемпиошипе, в которую также попали его одноклубники Каспер Шмейхель и Уэс Морган, а «Лестер Сити» выиграл Чемпионшип, получив право сыграть в Премьер-лиге. 17 июня 2014 года Дринкуотер продлил свой контракт с «Лестером» на четыре года, с которым затем выиграл АПЛ в сезоне 2015/2016
31 августа 2017 года Дринкуотер перешел в «Челси», подписав контракт на 5 лет. 30 декабря 2017 года Дринкуотер забил свой первый мяч за «Челси» в матче против «Сток Сити».
18 января 2021 года Дэнни Дринкуотер арендован турецким клубом «Касымпаша».
Карьеру футболиста Дринкуотер завершил в возрасте 32 лет на фоне неудачных выступлений в ряде команд, отказавшись от работы тренером. После ухода из футбола Дринкуотер поначалу занялся предпринимательством, но после неудачного опыта с открытием ресторанов ушёл работать на стройку.

## Карьера в сборной
Дринкуотер дебютировал за сборную Англии до 18 лет 20 ноября 2007 года в игре против сверстников из Ганы, забив второй гол в матче, который завершился победой англичан со счётом 2:0. В своём втором матче за сборную до 18 лет он сыграл против австрийцев.
C 2008 по 2009 год Дэнни сыграл 12 матчей за сборную Англии до 19 лет.
29 марта 2016 года дебютировал в составе первой сборной Англии в матче против сборной Нидерландов.

## Достижения

### Командные достижения
«Лестер Сити»
- Чемпион Премьер-лиги: 2015/16
- Победитель Чемпионшипа: 2013/14

«Челси»
- Обладатель Кубка Англии: 2017/18

### Личные достижения
- Включён в «команду года» Чемпионшипа: 2013/14
- Игрок месяца в Чемпионшипе: декабрь 2013
- Игрок сезона в «Лестер Сити»: 2013/14
- Гол сезона в «Лестер Сити»: 2013/14 (в матче против «Уотфорда» 8 февраля 2014 года)

## Статистика выступлений за сборную
| Матчи Дэнни Дринкуотера за сборную Англии | Матчи Дэнни Дринкуотера за сборную Англии | Матчи Дэнни Дринкуотера за сборную Англии | Матчи Дэнни Дринкуотера за сборную Англии | Матчи Дэнни Дринкуотера за сборную Англии | Матчи Дэнни Дринкуотера за сборную Англии | Матчи Дэнни Дринкуотера за сборную Англии |
| №                                         | Дата                                      | Оппонент                                  | Счёт                                      | Мячи                                      | Соревнование                              |                                           |
| ----------------------------------------- | ----------------------------------------- | ----------------------------------------- | ----------------------------------------- | ----------------------------------------- | ----------------------------------------- | ----------------------------------------- |
| 1                                         | 29 марта 2016                             | Нидерланды                                | 1 : 2                                     | -                                         | Товарищеский матч                         |                                           |
| 2                                         | 22 мая 2016                               | Турция                                    | 2 : 1                                     | -                                         | Товарищеский матч                         |                                           |
| 3                                         | 27 мая 2016                               | Австралия                                 | 2 : 1                                     | -                                         | Товарищеский матч                         |                                           |